# Josefov (kraj karlowarski)
Josefov – wieś i gmina w Czechach, w powiecie Sokolov, w kraju karlowarski. Według danych z dnia 1 stycznia 2013 liczyła 355 mieszkańców.